# Магеллан (космічний апарат)
Космічний апарат «Магеллан» (англ. Magellan spacecraft, також відомий як Venus Radar Mapper) — міжпланетний космічний зонд НАСА, вперше здійснив детальне і повномасштабне радіолокаційне картографування Венери і продовжив дослідження, започатковане апаратами «Венера» за 6 років до цього. Космічний апарат був запущений за допомогою шатлу «Атлантіс» 4 травня 1989 року і пропрацював до жовтня 1994 року.

## Технічні характеристики

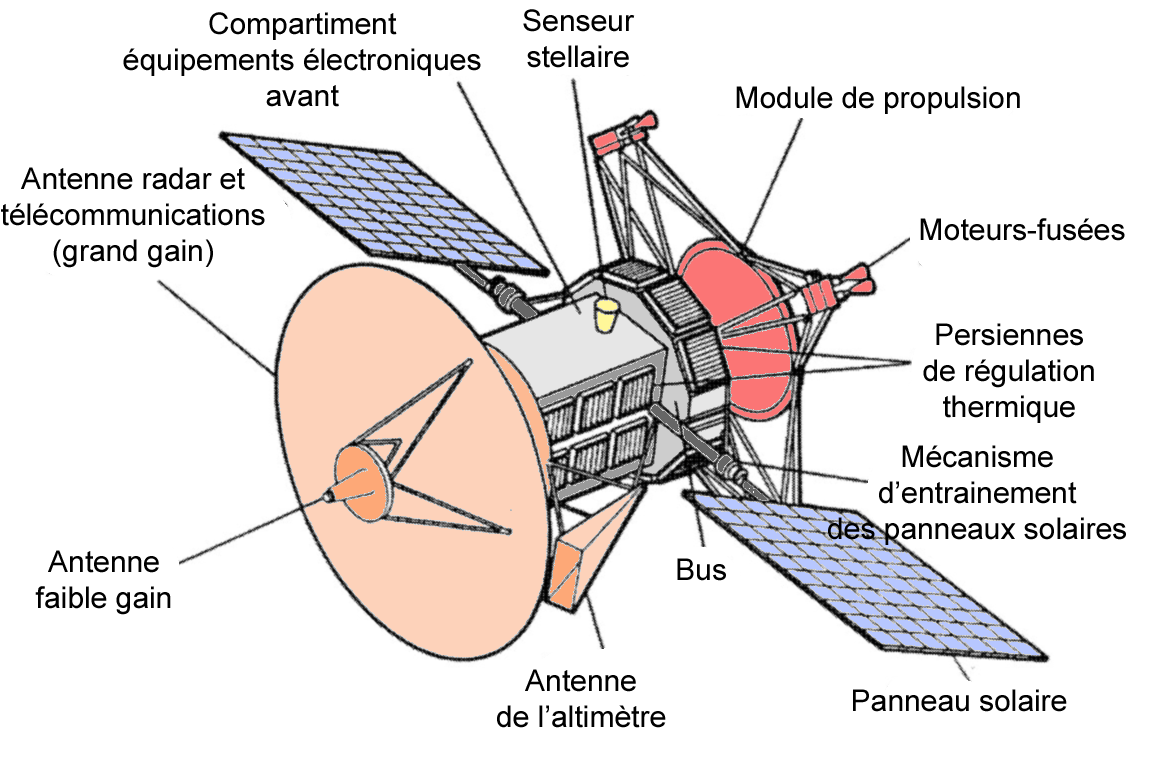
Діаграма космічного зонда.

Маса апарата з паливом — 3,5 тонни, довжина — 4,6 метри, діаметр антени радіолокатора — 3,7 метри. «Магеллан» був обладнаний двома квадратними сонячними батареями з довжиною сторін 2,5 м. Фотокамер апарат не мав. Радіолокатор (довжина хвилі 12,6 см) дозволяв здійснювати картографію з розширенням 100—300 метрів і виміри висоти з точністю 30-50 метрів.
Основним підрядником зі створення «Магеллана» була компанія Martin Marietta (тепер Lockheed Martin).

## Перебіг космічної експедиції
У серпні 1990 року «Магеллан» вийшов на витягнуту полярну орбіту навколо Венери з висотами від 295 км до 8500 км і періодом обертання 195 хвилин.

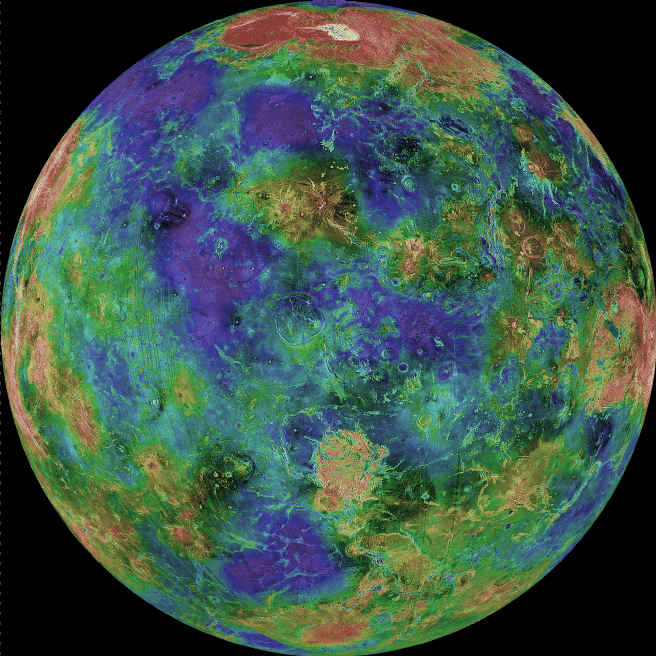
Топографічна карта планети Венера за даними «Магеллана»

У кожен момент зближення з планетою апарат за допомогою радіолокатора картографував вузьку смугу шириною від 17 до 28 км. До вересня 1992 року апарат здійснив зйомку 98 % поверхонь планети. Оскільки «Магеллан» багаторазово знімав багато ділянок з різних кутів, то це дозволило скласти тривимірну модель поверхні, а також досліджувати можливі зміни ландшафту. Стереозображення отримане для 22 % поверхні Венери.

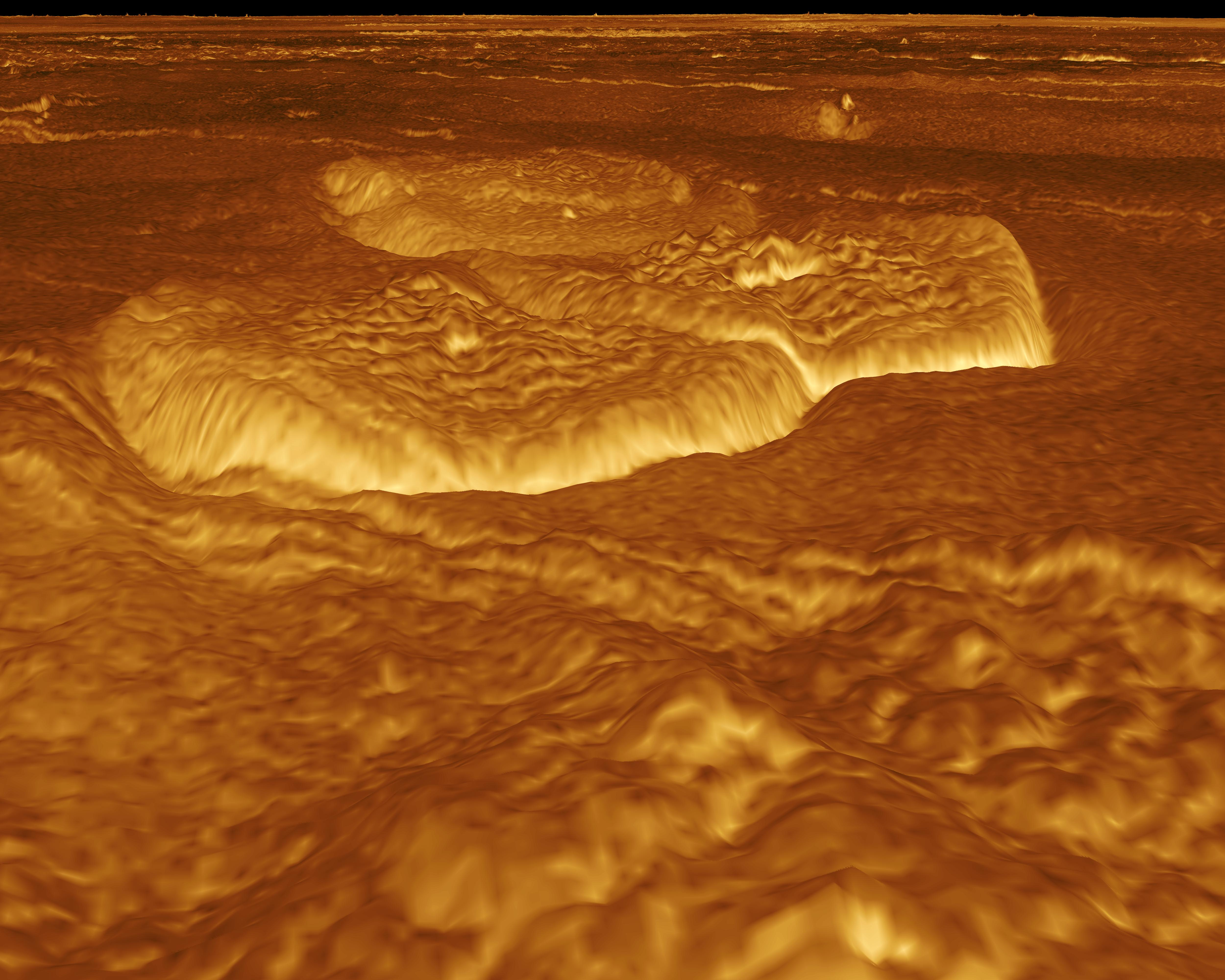
Тривимірне зображення ділянки поверхні Венери

До «Магеллана» менш детальне картографування Венери було здійснене апаратами Піонер-Венера-1, Венера-15 і Венера-16 з роздільною здатністю в 1-2 км.
Створення детальної карти допомогло краще зрозуміти геологію Венери. На планеті є порівняно невелика кількість кратерів, але часто зустрічаються утворення вулканічного походження (лавові рівнини і т. д.). Поверхня Венери є молодою за геологічними мірками — менше 800 млн років.
Апарат виявив безліч цікавих особливостей (наприклад, протяжні «протоки» надв'язкої лави). Як не дивно, на Венері (на відміну від Марса) не виявлено значимих ознак вітряної ерозії, а атмосферне перенесення пилу і піску має обмежений характер.
З вересня 1992 року по травень 1993 року «Магеллан» досліджував гравітаційне поле Венери. У цей період він не здійснював радіолокацію поверхні, а транслював постійний радіосигнал на Землю. По зміні частоти сигналу можна було визначити щонайменші зміни швидкості апарата (доплерівський ефект), що, у свою чергу, дозволяло детектувати особливості гравітаційного поля планети.
З травня по серпень 1993 року «Магеллан» відпрацьовував технологію атмосферного гальмування. Нижня точка орбіти була трохи понижена, щоб апарат зачіпав верхні шари атмосфери і змінював параметри орбіти без витрат палива. У серпні орбіта «Магеллана» становила по висотах 180—540 км з періодом обертання 94 хвилини. Це дозволило провести точніші гравітаційні виміри. В цілому, була складена «гравітаційна карта» для 95 % поверхні планети.
У вересні 1994 року був проведений експеримент по дослідженню верхніх шарів атмосфери Венери. Сонячні панелі апарата були розгорнуті подібно до крил вітряного млина, а орбіта КА «Магеллан» понижена. Це дозволило отримати інформацію про поведінку молекул в самих верхніх шарах атмосфери. 11 жовтня орбіта була понижена востаннє, а 12 жовтня 1994 року контакт з космічним апаратом, що наближався до Венери по спіралі, був втрачений.